# Alexander Wjatscheslawowitsch Guljawzew
Alexander Wjatscheslawowitsch Guljawzew (russisch Александр Вячеславович Гулявцев; * 3. Mai 1973 in Perm, Russische SFSR) ist ein ehemaliger russischer Eishockeyspieler und heutiger -trainer. Zuletzt war er Cheftrainer von Amur Chabarowsk aus der Kontinentalen Hockey-Liga.

## Karriere
Alexander Guljawzew begann seine Karriere als Eishockeyspieler in seiner Heimatstadt in der Nachwuchsabteilung von Molot-Prikamje Perm. Für dessen Profimannschaft war der Flügelspieler zunächst von 1990 bis 1992 in der zweiten sowjetischen Spielklasse aktiv. Anschließend spielte er neun Jahre hintereinander mit seiner Mannschaft erstklassig – zunächst vier Spielzeiten lang in der Internationalen Hockey-Liga und anschließend fünf Spielzeiten lang in deren Nachfolgewettbewerb, der Superliga. Zur Saison 2001/02 wechselte er innerhalb der Superliga zu Neftechimik Nischnekamsk, das er jedoch bereits nach eineinhalb Jahren im Laufe der folgenden Spielzeit wieder verließ, um die Saison beim HK Metallurg Magnitogorsk zu beenden.   
In der Saison 2003/04 spielte Guljawzew für seinen Heimatverein Molot-Prikamje Perm, der in der Zwischenzeit in die Wysschaja Liga, die zweite russische Spielklasse, abgestiegen war. Zwar stieg er mit seiner Mannschaft als Zweitligameister in die Superliga auf, jedoch schloss er sich Sewerstal Tscherepowez an, für das er in den folgenden drei Jahren in der Superliga antrat. Von 2007 bis 2009 nahm der ehemalige Junioren-Nationalspieler mit Awtomobilist Jekaterinburg am Spielbetrieb der Wysschaja Liga teil. Anschließend wurde der Verein in die ein Jahr zuvor gegründete Kontinentale Hockey-Liga aufgenommen, in der Guljawzew ab der Saison 2009/10 für Awtomobilist auf Torejagd ging, während er zudem Mannschaftskapitän war.

### International
Für Russland nahm Guljawzew an der Junioren-Weltmeisterschaft 1993 teil. Bei dieser erzielte er in sechs Spielen ein Tor und gab drei Vorlagen. 

### Als Trainer
Nach der Saison 2010/11 beendete er seine aktive Karriere und wurde Cheftrainer des Juniorenteams Oktan Perm aus der MHL-B und übernahm im Laufe der gleichen Saison das Traineramt bei Molot-Prikamje Perm. Dieses hatte er bis zum Ende der Saison 2015/16 inne, ehe er  Cheftrainer von Sewerstal Tscherepowez aus der Kontinentalen Hockey-Liga wurde.
Im November 2018 wurde er aufgrund der schlechten sportlichen Lage mit nur 20 Punkten aus 30 Spielen entlassen. Anschließend betreute er ab Januar 2019 bis zum Ende der Saison 2019/20 Amur Chabarowsk.

## Erfolge und Auszeichnungen
- 1992 Aufstieg in die Internationale Hockey-Liga mit Molot-Prikamje Perm
- 2004 Meister der Wysschaja Liga und Aufstieg in die Superliga mit Molot-Prikamje Perm